# Johan Arvidsson (fotbollsspelare)
Johan Arvidsson, född 25 februari 2000, är en svensk fotbollsspelare som spelar för Sandvikens IF. 

## Klubblagskarriär
Arvidssons moderklubb är Lindsdals IF. Han skrev i ung ålder på för Kalmar FF, för vilka han A-lagsdebuterade dagen innan sin 19-årsdag, i en träningsmatch mot Helsingborgs IF den 24 februari 2019.
Ett knappt år senare skrev Arvidsson på sitt första A-lagskontrakt med Kalmar FF. Den allsvenska debuten kom sedan den 15 juli 2020, då Arvidsson gjorde ett kort inhopp i 1-2-förlusten mot Kalmar FF. Kort därpå lånades han ut till Oskarshamns AIK, som en del av klubbarnas samarbetsavtal, för att få mer speltid. I mars 2021 meddelade klubbarna att Arvidsson på nytt lånades ut till Oskarshamns AIK.
I mars 2022 värvades Arvidsson av IK Brage, där han skrev på ett treårskontrakt. I januari 2025 värvades Arvidsson av Sandvikens IF, där han skrev på ett tvåårskontrakt.

## Landslagskarriär
Arvidsson har representerat Sverige i både U19- och U17-landslag.

## Karriärstatistik
| Klubb                 | Säsong             | Liga               | Liga    | Liga | Nationell cup | Nationell cup | Totalt  | Totalt |
| Klubb                 | Säsong             | Division           | Matcher | Mål  | Matcher       | Mål           | Matcher | Mål    |
| --------------------- | ------------------ | ------------------ | ------- | ---- | ------------- | ------------- | ------- | ------ |
| Kalmar FF             | 2020               | Allsvenskan        | 2       | 0    | 2             | 0             | 4       | 0      |
| Kalmar FF             | 2021               | Allsvenskan        | 1       | 0    | 1             | 0             | 2       | 0      |
| Kalmar FF             | Totalt             | Totalt             | 3       | 0    | 3             | 0             | 6       | 0      |
| Oskarshamns AIK (lån) | 2020               | Ettan Södra        | 14      | 3    | 0             | 0             | 14      | 3      |
| Oskarshamns AIK (lån) | 2021               | Ettan Södra        | 26      | 1    | 0             | 0             | 26      | 1      |
| Oskarshamns AIK (lån) | Totalt             | Totalt             | 40      | 4    | 0             | 0             | 40      | 4      |
| IK Brage              | 2022               | Superettan         | 28      | 5    | 0             | 0             | 28      | 5      |
| IK Brage              | 2023               | Superettan         | 18      | 0    | 2             | 1             | 20      | 1      |
| IK Brage              | 2024               | Superettan         | 29      | 3    | 3             | 1             | 29      | 4      |
| IK Brage              | Totalt             | Totalt             | 75      | 8    | 5             | 2             | 80      | 10     |
| Totalt i karriären    | Totalt i karriären | Totalt i karriären | 118     | 12   | 8             | 2             | 126     | 14     |